# Krzysztof Gruber

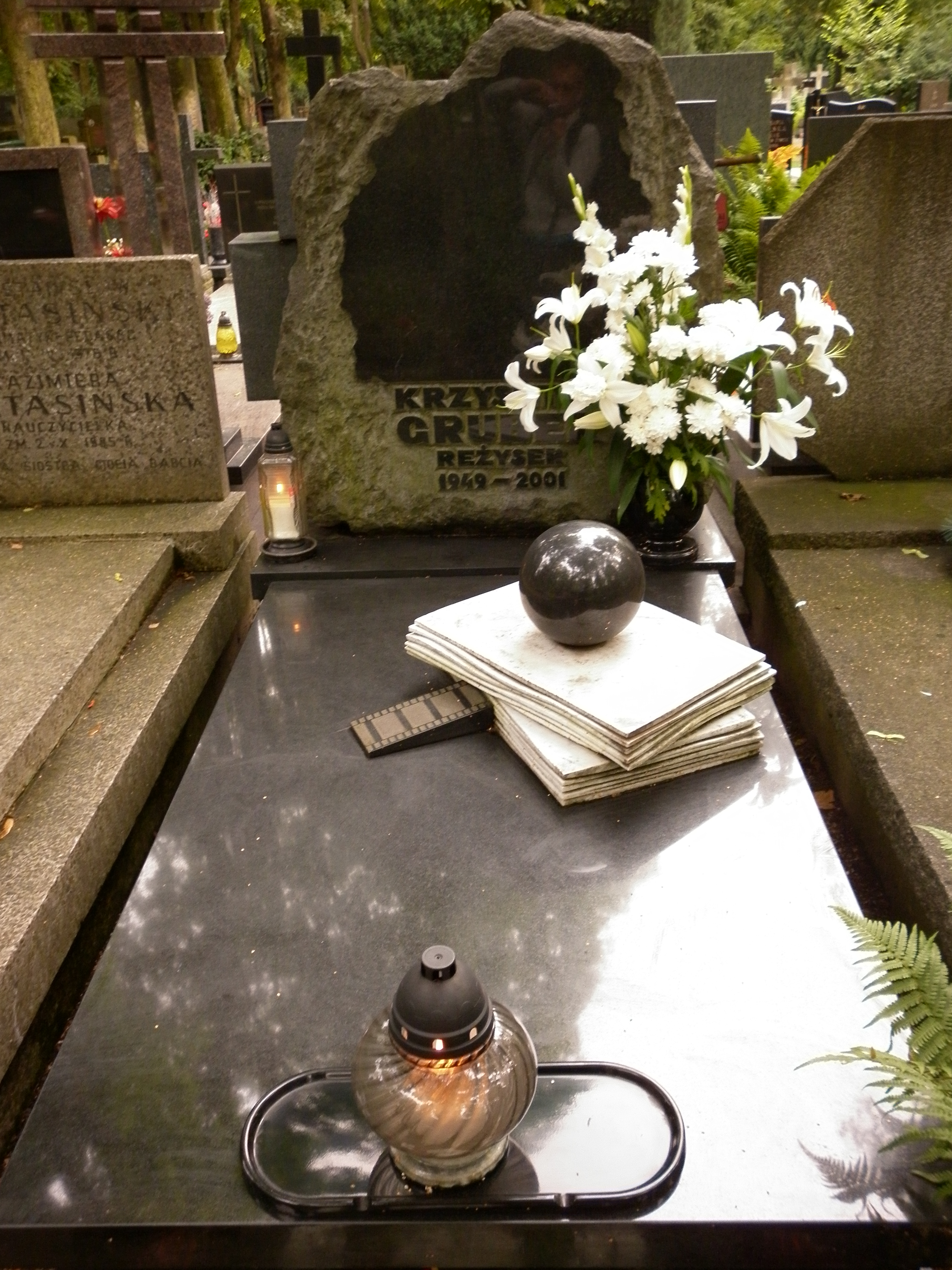
Grób reżysera na Wojskowych Powązkach

Krzysztof Gruber (ur. 21 sierpnia 1949 we Wrocławiu, zm. 6 grudnia 2001 w Warszawie) – polski reżyser filmowy i telewizyjny oraz aktor.

## Życiorys
W 1973 ukończył studia reżyserii filmowej na WGIK w Moskwie, po czym pracował w Przedsiębiorstwie Realizacji Filmów „Zespoły Filmowe”. Od 1978 był członkiem Stowarzyszenia Filmowców Polskich.
Gruber zmarł po kilkumiesięcznej chorobie. Jest pochowany na Cmentarzu Wojskowym na Powązkach (kwatera A15-3-27).

## Filmografia
- 1975 – Noce i dnie – współpraca reżyserska
- 1976 – Ocalić miasto – II reżyser
- 1977 – Noce i dnie – obsada aktorska, II reżyser
- 1978 – Biały mazur – II reżyser
- 1979 – Elegia – II reżyser
- 1980 – Alice – współpraca reżyserska
- 1981 – Fik - mik – współpraca reżyserska
- 1981 – Konopielka – współpraca reżyserska
- 1981 – Kłamczucha – współpraca reżyserska
- 1981 – Ślepy bokser – II reżyser
- 1983 – Alternatywy 4 – obsada aktorska (mężczyzna, który sprzedał futro Aniołowej), II reżyser
- 1983 – Fachowiec – reżyseria
- 1983 – Widziadło – II reżyser
- 1984 – Rok spokojnego słońca – II reżyser
- 1985 – Greta – reżyseria
- 1985 – Pan W. – reżyseria
- 1986 – Wcześnie urodzony – reżyseria
- 1987 – Sala nr 6 – reżyseria
- 1988 – Królewskie sny – obsada aktorska
- 1990 – Kamienna tajemnica – reżyseria, scenariusz
- 1992 – Aby do świtu... - reżyseria, II reżyser
- 1992 – Wszystko, co najważniejsze – współpraca reżyserska
- 1993 – Żywot człowieka rozbrojonego – reżyseria
- 1995 – Sukces – reżyseria
- 1997-2011 – Klan – reżyseria, obsada aktorska (Kmita, trener drużyny piłkarskiej szkolący Michała)
- 1997 – Łóżko Wierszynina – obsada aktorska (handlarz)
- 2000 – Miasteczko – reżyseria

## Nagrody
1986:
- Greta – wyróżnienie specjalne na MFF w Tokio oraz Grand Prix na MFTv „Złota Praga” w Pradze

1987:
- Sala nr 6 – nagroda za reżyserię na FPFF w Gdyni

1988:
- Greta – Nagroda Przewodniczącego Komitetu ds. Radia i Telewizji
- Wcześnie urodzony – Nagroda Przewodniczącego Komitetu ds. Radia i Telewizji